# Foça
Phocée
Pour les articles homonymes, voir Foča et Foca.
Foça (prononcé Fotcha en turc), ou Phocée selon la forme francisée, parfois appelée localement Eski Foça (soit La Vieille-Phocée, par opposition au quartier de La Nouvelle-Phocée, Yenifoça en turc), est une ville côtière se situant au nord de la province d'Izmir, à l'ouest de la Turquie.
La ville était aussi connue sous le nom de Folieri, au moins jusqu'au XIXe siècle.
C'est donc de cette ville que sont partis au VIe siècle av. J.-C. les grecs de Phocée, qui allaient fonder Massalia (Marseille), que les Français appellent aujourd'hui la cité phocéenne.

## Histoire
En juin 1914, deux mois avant le déclenchement de la Première Guerre mondiale, alors que l'empire ottoman tolérait l’existence des chrétiens, désignés collectivement sous le nom de millet, et leur accordait un statut juridique spécial, la ville de Phocée subit les attaques de groupes de soldats turcs irréguliers ; la ville est mise à sac et les populations grecques qui y résidaient sont obligées, pour échapper au massacre, de fuir en abandonnant tous leurs biens : le consul et archéologue français Félix Sartiaux alerte en vain les autorités françaises et particulièrement celles de Marseille, par ses rapports et ses photographies, sur le drame qui se joue sous ses yeux, et qui apparaît comme le prélude aux futurs génocide arménien et génocide grec pontique.

## Personnalités liées
- Nevin Çokay (1930-2012), peintre turque